# Meng Lang
Meng Lang (chinês simplificado: 孟浪; Heilongjiang, 6 de março de 1984) é uma ciclista olímpica chinesa. Lang representou o seu país durante os Jogos Olímpicos de Verão de 2008, em Pequim.